# ФК Хвар
НК Хвар је хрватски фудбалски клуб из града Хвара. У сезони 2020./21. такмичио се у Хварској фудбалској лиги .

## Историја
Клуб је основан 1939. године под именом ОШК Рапид . Садашнји назив носи од 1958 .
Један је од хварских клубова који су играли утакмице у 1. ЖНЛ Сплитско-Далматинска .
После 4 сезоне у 1. ЖНЛ Сплитско-далматинска, клуб 2009/10 поново игра у Хварској фудбалској лиги .
Након повратка у хварску фудбалску лигу 2009/10. НК Хвар у сезони 2012/13. осваја прво место, а сезону завршава без пораза са 17 победа и 3 ремија. Фудбалери НК Хвара постигли су 82 поготка и примили само 12 голова. Имали су омјер постигнутих и зацртаних +68, што ни једна екипа у историји такмичења није успјела остварити.
- 5 шампионских титула острва Хвар
- 2 освојена Купа острва Хвара
- 1 титула првака Сплитско-далматинске жупаније

## Резултати по сезонама
- 2013/14 - 3. у 1. ЖНЛ СД
- 2012/13 - Шампион
- 2011/12 – 3.
- 2010/11 – 5.
- 2009/10 – 2. [1]
- 2008/09 -? у 1 ЖНЛ СД
- 2007/08 -? у 1 ЖНЛ СД
- 2006/07 -? у 1 ЖНЛ СД
- 2005/06 -? у 1 ЖНЛ СД
- 2004/05 - Шампион
- 2003/04 - Шампион
- 2002/03 - ?
- 2001/02 - ? у 1 ЖНЛ СД
- 2000/01 - ? у 1 ЖНЛ СД
- 1999/00 -. (од 10)
- 1998/99 – 9. (од 12)
- 1997/98 – 2. (од 12)
- 1996/97 - шампион
- 1995/96 - ?
- 1994/95 - није се играло због Домовинског рата
- 1993/94 - није се играло због Домовинског рата
- 1992/93 - није се играло због Домовинског рата
- 1991/92 - није се играло због Домовинског рата
- 1990/91 - ?
- 1989/90 - ?
- 1988/89 - ?
- 1987/88 - ?
- 1986/87 - ?
- 1985/86 - ?
- 1984/85 - ?
- 1983/84 - ?
- 1982/83 - ?
- 1981/82 - ?
- 1980/81 - ?
- 1979/80 - ?
- 1978/79 - ?
- 1977/78 - ?
- 1976/77 - ?
- 1975/76 - ?
- 1974/75 - ?
- 1973/74 - ?
- 1972/73 - шампион
- 1971/72 – 4. (од 4) у А-лиги
- 1970/71 - ?

## Ванјске везе
- Архивирано 2007-03-15 на сајту  Са утакмице Хвар - Далматинац (Јелса)